# Коворкінг

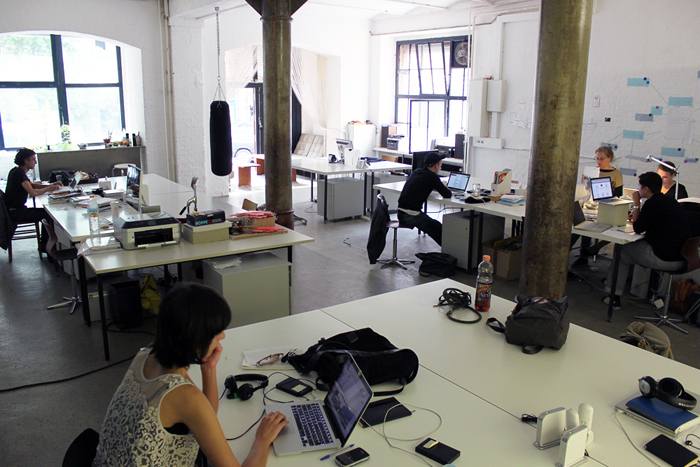
Робоча зона берлінського коворкінгу

Ково́ркінг (англ. Co-working — спільно працювати) у широкому сенсі — модель організації роботи людей, найчастіше фрилансерів, з різним типом зайнятості в єдиному робочому просторі; у вузькому — колективний офіс.
Коворкінги характеризує гнучка організація робочого простору й прагнення до формування спільноти резидентів та внутрішньої культури. Учасники залишаються незалежними та вільними, мають можливість спілкуватися, обмінюватися ідеями та допомагати один одному, на відміну від роботи вдома.
Ідея коворкінгу охоплює телеворкінг, фриланс, деякі принципи аутсорсингу.
Основна суть моделі — помісячна оренда й територіальне об'єднання та організація спільноти для ефективнішої роботи учасників. Частка коворкінгів в обсязі угод оренди з офісними приміщеннями в першому півріччі 2019 року становила близько 13 %.

## Опис

### Історія створення
У 2005 році молодий програміст Бред Ньюберг в процесі свого кар'єрного зростання зіткнувся із сучасною та актуальною проблемою вибору. 
Зараз мій вибір— або офісна робота з її визначеністю та спілкуванням із співробітниками, або фриланс з його свободою і незалежністю. Але чому я не можу отримати і те, й інше? 
Згодом він поєднав обидва варіанти. Взявши в оренду велике приміщення в офісній будівлі, він запропонував використовувати його для роботи таким самим «вільним художникам», як він сам. Нову схему організації робочих місць він назвав Коворкінг — у спільному офісі паралельно працює кілька фрилансерів і стартап-команд.
Ініціатива Ньюберга дала життя явищу, яке за три роки поширилося по всьому світу. Спільні офіси являють собою досить великі приміщення з кухнею, однією або кількома переговорними кімнатами, обладнані необхідною офісною інфраструктурою — від Wi-Fi-інтернету до принтерів і сканерів.
Кожен, хто використовує таку територію на постійній основі, сплачує щомісяця певну суму, розмір якої залежить від того, закріплено за ним робоче місце, стіл цілком чи він використовує стіл або диван, які в цей час вільні.
У США багато коворкінг-офісів, які дозволяють будь-кому прийти та працювати без оплати, але якщо людина стає постійним відвідувачем, її просять оплатити робоче місце. Вартість оренди столу та ключів для цілодобового доступу в офіс становить у середньому $ 350 на місяць, а просто ключів, без оплати закріпленого за вами місця — близько $ 250. Такі офіси зручні не тільки фрилансерам, але і компаніям, співробітники яких розкидані різними містами або країнами. А ще вони зручні для тих хто тільки виходить на новий для себе ринок (в незнайомому місті чи країні) і не має при цьому достатнього бюджету для оренди повноцінного офісу.
Слідом за світовими корпоративними гігантами нерухомості, такими як Colliers International, американський JLL та British Savill, наймасштабніша у світі комерційна компанія з нерухомості та інвестиційна компанія CBRE є останньою, що запустила свій бренд коворкінгу. Відкрившись у 2019 році, нова компанія з гнучким робочим простором готова надати гнучкі офісні приміщення та членство в коворкінгу згідно з договорами про управління з орендодавцями.
У ці роки коворкінг-галузь, як правило, має значний вплив на ефективність та використання корпоративної нерухомості. Орендодавці робили значні інвестиції у свої коворкінги. Завдяки інвестиціям та зобов'язанням основних корпоративних компаній з продажу нерухомості на ринку коворкінгу більше не рідко бачити та обробляти коворкінги площею до 10 000 квадратних метрів.

На конференції Coworking Europe в Амстердамі інсайдери коворкінгу говорили про незалежний коворкінг проти корпоративного коворкінгу.
Сучасний ринок коворкінгу та промисловість киплять і розвиваються у всьому світі. Ще більше нових постачальників вишуканих модних коворкінгових середовищ приєднуються до ринків — заявляє керівник MatchOffice, Мартін Рерхольт. І малі провайдери коворкінгу, схоже, цінують, як сильні бренди найбільших корпоративних ринків нерухомості генерують та залучають на ринок нових потенційних клієнтів, ведучи всіх до позитивного спорядження.
У міру розвитку індустрії коворкінгу та загострення конкуренції багато провайдерів у всьому світі починають сегментувати свій бренд. Зосередившись на нішах, середовища коворкінгу можуть створити спільноти однодумців, які підтримують одне одного та розвивають спільну економіку. Спільна робота у спільних просторах та середовищах, природно, розвиває взаємні можливості, часто виявлені випадково, для додаткових потоків доходу та підтримки для членів.

### Правила та обмеження
Коворкінг не накладає особливих обмежень ні на професію і статус учасника, ні на параметри приміщення і спільноти. Більшість принципів коворкінгу прийшли з таких рухів і моделей, як:
- «Open source» — учасники цього руху відкривають вихідні коди своїх програм для загального доступу, майже не переслідуючи фінансову вигоду. Учасники руху коворкінг діють на подібній основі: вони діляться своїм досвідом та ідеями на загальних вебсайтах.
- Фриланс — модель «вільної роботи», без жорсткого контролю замовника, із самостійним пошуком замовлень і відповідальністю за свою продуктивність, кар'єру і дохід знайшла вираження і в коворкінг. По суті, загальний офіс не обмежує учасників у свободі, але при цьому процес пошуку замовників, визрівання ідей і гуртування команд відбувається швидше. (див. Фрилансер)
- Аутсорсинг — місце, територіально об'єднує безліч «вільних художників», в основному призначений для створення ком'юніті та відповідної робочої атмосфери. Але і для роботодавців така модель є корисною: фрилансери в загальному офісі теоретично здатні гуртуватися та організовувати роботу над великим проєктом швидше і продуктивніше, ніж ті ж фрилансери, доступ до яких є тільки через вебінтерфейс. Тому основний принцип аутсорсингу («залишаю собі тільки те, що можу робити краще за інших, передаю зовнішньому виконавцю те, що він робить краще за інших») добре вбудовується в структуру цієї моделі.

## Інтернет-ресурси
- Міжнародна коворкінг-вікі [Архівовано 3 Березня 2009 у Wayback Machine.] (рос.)
- Креативні простори. Коворкінги та антикафе міста Київ [Архівовано 17 Листопада 2015 у Wayback Machine.] (рос.)
- Каталог коворкінгів Львова [Архівовано 10 Жовтня 2017 у Wayback Machine.]
- Коворкінг Простір Контора [Архівовано 9 Жовтня 2019 у Wayback Machine.]